# Хан Дон Хун
Хан Дон Ху́н (кор. 한동훈; род. 9 апреля 1973, Сеул) — южнокорейский политик и государственный деятель, бывший председатель партии «Сила народа». Ранее занимал должности председателя Комитета по чрезвычайному реагированию партии «Сила народа» (2023—2024), а также министра юстиции Республики Корея (2022—2023).
Ранее работал младшим прокурором по борьбе с коррупцией и играл ведущую роль в нескольких громких делах, в том числе в отношении исполнительного директора Samsung Ли Джэ Ёна, бывших президентов Пак Кын Хе и Ли Мён Бака, а также членов семьи бывшего министра юстиции Чо Гука. Считающийся протеже и близким соратником президента Юн Сок Ёля, Хан занимал должность главного заместителя, когда президент занимал руководящие должности в корейской прокуратуре.

## Биография

### Ранние годы
Хан Дон Хун родился 9 апреля 1973 года в Сеуле, где и закончил среднюю школу. Затем он поступил на юридический факультет Сеульского национального университета, где получил степень бакалавра права. В 1995 году, ещё учась в колледже, он сдал экзамен на адвоката, а затем поступил в Научно-исследовательский и учебный институт судей (27 класс). Его первым назначением в качестве юриста была работа военным адвокатом в ВВС страны. Хан закончил свою военную службу в звании капитана. В дальнейшем он получил степень магистра права в юридической школе Колумбийского университета в Нью-Йорке в 2005 году и был принят в коллегию адвокатов штата Нью-Йорк.

### Карьера прокурора
В 2001 году Хан был назначен в районную прокуратуру Сеула в качестве прокурора.
Когда в 2003 году его назначили в Главное следственное управление Верховной прокуратуры, он впервые встретился с Юн Сок Ёлем, чтобы расследовать мошенничество с бухгалтерским учётом SK Group. Он помог арестовать председателя компании Чей Тэ Вона, а также расследовал дела о президентском фонде, о коррупции в Hyundai Motor и о продаже Lone Star.
В 2016 году группа специального прокурора Пак Ёнсу вместе с руководителем следственной группы Юн Сок Ёлем расследовала дело о манипулировании правительством и государственными делами. По делу был арестован Ли Джэ Ён, на тот момент занимавший пост вице-председателя Samsung Electronics.
В 2017 году Хан был назначен третьим заместителем прокурора прокуратуры Центрального округа Сеула, которая курировала антикоррупционные и специальные расследования, а также помогала Юн Сок Ёлю. Занимая данную должность, руководил арестом бывшего президента Ли Мён Бака, раскрыв, что он был настоящим владельцем производителя автозапчастей «DAS». Также расследовал предполагаемое злоупотребление судебными административными полномочиями со стороны бывшего главного судьи Ян Сынтхэ и предал суду большое количество высокопоставленных судей.
В 2019 году был назначен главным прокурором и возглавил расследование в отношении семьи министра юстиции Чо Гука как главы департамента по борьбе с коррупцией. В 2020 году тогдашний министр юстиции Чху Ми Э понизила Хана до заместителя прокурора Пусана в ходе первых кадровых перестановок. В июне 2020 года его понизили в должности до научного сотрудника Института юридических исследований и подготовки кадров из-за «скандала на Channel A». В июне 2021 года в связи с кадровыми перестановками в Минюсте и прокуратуре он снова был понижен в должности до вице-президента Научно-исследовательского и учебного института судей.

### Министр юстиции
17 мая 2022 года, после избрания президентом страны Юн Сон Ёля, Хан был назначен 69-м министром юстиции Республики Корея. В своём первом выступлении на посту министра юстиции Хан заявил, что он возродит Объединенный отдел по преступлениям с ценными бумагами прокуратуры Южного округа Сеула, который был упразднён его предшественницей Чу Ми Э.

### Лидер «Силы народа»
13 декабря 2023 года председатель правящей партии «Сила народа» Ким Ги Хён ушёл в отставку, сославшись на свою неспособность выполнить «тяжёлое чувство долга», которое он испытывал в отношении реформирования партии и содействия успеху администрации президента Юна. В результате за три месяца до парламентских выборов 2024 года, партия осталась без руководства. В такой ситуации Хан Дон Хун 21 декабря был снят с должности министра юстиции и 26 декабря назначен председателем Комитета по чрезвычайному реагированию партии «Сила народа» (де-факто лидер партии), которому было поручено вести партию на выборы.
Подал в отставку с поста председателя Комитета по чрезвычайному реагированию партии 11 апреля 2024 года после поражения на парламентских выборах. Однако уже 23 июня он выдвинул свою кандидатуру на выборах руководства партии и вернулся в политику через два с половиной месяца после ухода. 23 июля он был избран председателем на 4-м Национальном съезде «Силы народа», несмотря на разногласия с президентом Юном, получив поддержку среди однопартийцев в 62,69 % (255 930 голосов) и в опросах общественного мнения — 63,46 % (64 772 голосов). С учётом того, что партийные голоса и опросы общественного мнения учитываются в пропорции 8 к 2, то итоговый результат — 62,84 %.
Вечером 3 декабря президент Юн Сок Ёль ввёл военного положение из-за продолжающихся разногласий с парламентом, подконтрольным оппозиции. Хан Дон Хун, хоть и являлся лидером правящей пропрезидентской «Силы народа», находился в списке лиц, подлежащих аресту военными. MBC со ссылкой на источники в окружении Хана сообщал, что во время военного положения ему звонило доверенное лицо и предупредило не ходить в Национальное собрание, иначе он будет арестован и может быть даже убит. Несмотря на это, в ночь на 4 декабря Хан Дон Хун прибыл в парламент и призвал своих однопартийцев проголосовать за отмену военного положения. В результате депутаты проголосовали за отмену военного положения, чему президент Юн подчинился.
7 декабря состоялось первое голосование Национального собрания по импичменту президента Юн Сок Ёля, в связи с введением последним военного положения. Хан Дон Хун поддержал бойкот голосования, после того, как получил заверения от Юна, что тот добровольно фактически передаст свою власть правящей партии, под руководством Хана, и премьер-министру Хан Док Су, после чего в течение нескольких месяцев «организованно» уйдёт в отставку. В результате голосование по импичменту провалилось из-за отсутствия кворума. Однако 12 декабря в телеобращении к нации президент Юн попытался оправдать введение военного положения и отказался уходить в отставку. Это привело к расколу в правящей партии по поводу следующего голосования по импичменту. Тогда Хан Дон Хун поддержал второе голосование по импичменту, заявив, что члены правящей партии должны присутствовать на заседании и «голосовать по совести». 14 декабря Национальное собрание приняло законопроект об импичменте президента Юн Сок Ёля. Перед этим Хан Дон Хун призвал своих однопартийцев проголосовать за импичмент, несмотря на противоположную позицию своей же партии. 16 декабря 2024 года Хан подал в отставку с поста лидера партии из-за отставки 5 членов Высшего совета «Силы народа». «Распад Высшего совета партии сделал невозможным выполнение моих обязанностей. Импичмент президента Юн Сок Ёля был болезненным, но я не жалею о своём решении. Я ухожу с поста лидера партии. Я пытался найти лучший путь для этой страны, кроме импичмента, но не смог. Всё из-за моих недостатков. Мне жаль.», — сказал он.

### Президентская кампания 2025 года
В апреле 2025 года выдвинул свою кандидатуру для участия в президентских выборах от партии «Сила народа», однако в третьем туре партийных праймериз проиграл кандидату Ким Мун Су.